# Thecho
Thecho – gaun wikas samiti w środkowej części Nepalu w strefie Bagmati w dystrykcie Lalitpur. Według nepalskiego spisu powszechnego z 2001 roku liczył on 1550 gospodarstw domowych i 8020 mieszkańców (3999 kobiet i 4021 mężczyzn).